# تطور رباعيات الأطراف
بدأ تطور رباعيات الأطراف (بالإنجليزية: Tetrapods)‏ منذ 400 مليون عام خلال العصر الديفوني، علماً أن أقدمها قد تطوّر عن لحميّات الزعانف، وتُصنّف عموماً ضمن عِمارة رباعيات الأرجل (Tetrapoda) الحيوية التي تتضمن جميع البرمائيات، والزواحف، والطيور والثدييات، الحي منها والمنقرض، ورغم أن معظم الأنواع الحالية برّية، قليلة هي الأدلة التي تدعم فكرة أنّ أياً من رباعيات الأرجل القديمة استطاع التنقّل على اليابسة، إذ لم تتمكن أطرافها من حمل القسم المتوسط من أجسامها عن الأرض، كما لا تشير المسارات المعروفة على الأرض إلى أنها عمدت لجرّ أجسامها في الأرجاء، بل من المحتمل أن تلك المسارات قد نشأت عن تنقّلات على امتداد قيعان مياه ضحلة، وما تزال المعرفة بالأسلاف المائية المعيّنة لرباعيات الأرجل، والعملية التي استعمرت اليابسة بها، غير واضحة وقيد البحث والجدال بين علماء الأحياء القديمة حالياً.
ما تزال معظم البرمائيات اليوم شبه مائية، تعيش مرحلتها الأولى من الحياة كشراغيف تشبه السمك، وقد فقدت العديد من مجموعات رباعيات الأرجل، مثل الأفاعي والحيتانيات بعض أطرافها أو جميعها، كما أن العديد منها عاد لحياة مائية سواءً جزئياً أوكلياً خلال تاريخ المجموعة (ومن الأمثلة الحديثة على رباعيات الأرجل المائية كلياً الحيتانيات والخيلانيات)، وقد طرأت أولى حالات العودة تلك مبكراً جداً كما في العصر الفحمي، بينما طرأت أخرى منذ وقت قريب كحقبة الحياة الحديثة، كما هي الحال الحيتانيات، وزعنفيات الأقدام، والعديد من البرمائيات الحديثة.
ويُعتبر التغير من خطة جسدية تتضمن التنفس والتنقل ضمن الماء لأخرى تمكّن الحيوان من التحرك على اليابسة أحد أعمق التغيرات التطورية المعروفة، كما أنها مفهومة بشكل جيد بفضل عدد من الأحفورات الانتقالية المهمة التي عُثر عليها في نهايات القرن العشرين، إلى جانب تقنية تحليل تطور السلالات المُطوّرة.

## الأصل

### تطوّر السمك
تُعرف الحقبة الديفونية تقليدياً بـ(عصر الأسماك)، إشارةً لتنوّع العديد من مجموعات الأسماك الكبيرة المنقرضة والحديثة، ومن بينها الأسماك العظمية، التي تنوعت وانتشرت في المياه العذبة والبيئات قليلة الملح في بداية هذه الحقبة، وقد شابهت الأنواع المبكرة الأسلاف الغضروفية بالعديد من الصفات التشريحية، بما فيها الزعنفة الذيلية المشابهة للقرش، والأمعاء الحلزونية، والزعانف الصدرية المثبّتة في الأمام بعناصر هكلية وهيكل عظمي محوري غير متعظم بغالبه.
ولكن الأسماك العظمية تميّزت عن نظريتها الغضروفية بصفات معينة ستصبح محورية في تطوّر الأشكال البرية، فباستثناء زوج من المتنفسات، لم تفتح الخياشم بمفردها إلى الخارج كما هي الحال لدى القروش، وإنما كانت مغلفة بحجرة مخصصة تثبتها عظام غشائية مغطاة بغشاء خيشومي متعظم، بفتحة وحيدة للخارج.
كما عمل العظم الترقوي الإضافي، الذي شكّل الهامش الخلفي لحجرة الخيشوم، كمثبّت للزعانف الصدرية في الأسماك الغظمية فقط، وغاب عن تلك الغضروفية، متيحاً مفصلاً متحركاً في قاعدة الزعانف لدى الأسماك العظمية المبكرة، وعمل تباعاً ضمن بنية حاملة للثقل لدى رباعيات الأرجل، علاوةً على تميّز الأسماك العظمية على نحو أهم بزوج من الرئتين البطنيتين، وهي صفة تغيب عن القروش وأسماك الشفنين.
افتُرض تطوّر الأسماك لدرجة كبيرة حول الشعاب، ولكنها عاشت منذ نشوئها حوالي 480 مليون عام مضى في بيئات شبه شاطئية، مثل المناطق المدّية، أو في بحيرات ضحلة على الدوام، ولم تبدأ بالتكاثر في أوساط حيوية أخرى قبل مضيّ 60 مليون عام لاحق، فتأقلم بعضها مع المياه الأعمق، بينما بقيت الأشكال الصلبة والثقيلة في مكانها أو هاجرت للمياه العذبة، وطوّرت رباعيات الأرجل المبكرة تحملاً للبيئات متفاوتة الملوحة، مثل مصبات الأنهار والدلتا.

### الرئتان قبل اليابسة
نشأت الرئة أو نفاخة العوم في الأصل كامتداد لنمو الأحشاء، مشكلةً نفاخة مملوءة بالهواء فوق الجهاز الهضمي، وبشكلها البدائي كانت مفتوحة على القناة الهضمية، وهي حالة ما زالت مُشاهدة لدى الكثير من الأسماك، بيد أن وظيفتها الأولية ما تزال غير مؤكدة بالكامل، لكن يُعد الطفو أحد الاقتراحات، فلابدَ أن الدرع الثقيل للأسماك العظمية المبكرة كان ليهبط بها نحو الأسفل، أما النسبة للأسماك الغضروفية التي تفتقر لنفاخة العوم، فكان عليها أن تسبح باستمرار في المساحات المفتوحة للبحار لتتجنب الغرق للأعماق، وتولّت الزعانف الصدرية حملها.
ومن العوامل المُقترحة الأخرى استهلاك الأوكسجين، إذ كان الأوكسجن المحيط منخفضاً نسبياً في العصر الديفوني المبكر، وربما بنصف قيمه في العصر الحالي، [16] ومن ثم شهد العصر الديفوني تزايداً في مستويات الأكسجين، ما سمح بنشوء محاريب بيئية جديدة بتمكين المجموعات القادرة على استغلال الأوكسجين الزائد من التطور لحيوانات نشطة وكبيرة الحجم، وربما حفّز أوكسجين الجو الأكثر ثباتاً في مَواطن المستنقعات الاستوائية خصّيصاً الاعتماد على الرئتين عوضاً عن الخياشيم كآلية رئيسية للتنفس.

### التنفَس
حتى تتيح الرئتان التبادل الغازي، يجب أن تحتويا على الغاز بداخلهما، وتحتفظ رباعيات الأقدام الحالية بثلاث آليات مهمة للتنفس استخدمها الأسلاف، أولها نظام تحرٍّ لتراكيز CO2/H+، ففي آليات تنفس رباعيات الأقدام الحالية، يتحفّز الاندفاع لأخذ النفس بتراكم ثنائي أكسيد الكربون في مجرى الدم، وليس نقص الأكسجين، ووُجد نظام تحرٍّ مشابه لدى جميع الأسماك العظمية، ما يشير إلى أن السلف المشترك الأخير لها احتاج آلية كهذه.
بينما تتمثّل الآلية الثانية في نظام توتر سطحي في الرئتين يسهّل التبادل الغازي، وهو يوجد أيضاً لدى جميع الأسماك العظمية، حتى تلك المائية منها بشكل شبه كامل، فيبدو أنها احتاجت لهذا النظام بأمر ما، رغم غياب الغازات تحت الماء، أما الآلية الثالثة للتنفس تكمن في حركة النفس بذاتها، وهي تسبق السلف المشترك الأخير للأسماك العظمية، إذ يمكن مشاهدتها لدى الجلكيات، وهي فرع حيوي شقيق للأسماك العظمية.

### فتحات الأنف الخارجية والداخلية
تختلف فتحات الأنف لدى معظم الأسماك العظمية عن تلك الموجودة لدى رباعيات الأقدام، فعادة ما تمتلك الأولى أربع فتحات، تقع الواحدة منها خلف الأخرى على كلا الجانبين، فيتدفق الماء داخل الزوج الأمامي عبر النسيج الشمّي ويخرج من الفتحتين الخلفيتين أثناء سباحة السمكة.
في المقابل تمتلك رباعيات الأرجل زوجاً واحداً فقط من الفتحات الأنفية الخارجية، ولكنها تحمل زوجاً من الفتحات الداخلية أيضاً، يُسمّى الواحد منها بالمنعر، ويتيح سحب الهواء عبر الأنف.

### مورفولوجيا الجمجمة
تعود جذور رباعيات الأرجل للأسماك أشباه رباعيات الأطراف المبكرة في العصر الديفوني، إذ تطورت رباعيات الأرجل البدائية من هكذا أسماك عظمية مفصصة-لحمية الزعانف، بأدمغة ثنائية الفص وجمجمة مسطحة.

### من الزعانف للأقدام
تُعد السمكة المسماة (Kenichthys) والمُكتشفة في الصين أقدم أشباه رباعيات الأقدام المعروفة، وتعود لـ395 مليون عام مضى، ويمكن تتبع صفات رباعيات الأرجل العالمية للأطراف الأمامية التي تنطوي للأمام من الكوع والأطراف الخلفية التي تنطوي للخلف من الركبة بكشل معقول لهذه الأنواع التي عاشت في المياه الضحلة، وتشير أحفورات عظم الحوض من أسماك التيكتاليك، إذا كانت تمثّل رباعيات الأقدام المبكرة عموماً، أن الزوائد الخلفية والتنقل المدفوع بالحوض نشأا في الماء قبل أن تتأقلم برياً.
وتُعد طريقة التغذية من المؤشرات الأخرى على أن الأقدام وسمات رباعيات الأقدام الأخرى تطورت عندما كانت هذه الحيوانات لا تزال مائية، إذ لم تمتلك التعديلات على الجمجمة والفك التي سمحت لها بابتلاع الفريسة على اليابسة، فلربما قبضت هذه الحيوانات على فرائسها في المياه الضاحلة، أو على الشواطئ أو اليابسة، ولكن كان عليها العودة للمياة حتى تأكلها، حيث تدفع القوى الهيدروديناميكية الناتجة عن توسّع الجوف الشدقي الطعام داخل المريء.
وقد اقتُرح أن تطور أطراف رباعيات الأرجل من الزعانف المفصصة لدى الأسماك يتعلق بالتعبير عن الجينة (HOXD13) أو فقدان البروتينين أكتينودين 1 وأكتيونيدين 2 المشاركين في تطور زعانف الأسماك.